# Я все ще тут (фільм)
«Я все ще тут» (англ. I'm Still Here) — американський пародійний мок'юментарі 2010 року режисера Кейсі Аффлека за спільним сценарієм Аффлека та Хоакіна Фенікса. У фільм зображено життям Фенікса після оголошення про завершення акторської кар'єри та переходу до кар'єри хіп-хоп виконавця. Протягом усього періоду зйомок Фенікс залишався в образі, створюючи враження, що він справді вирішив змінити кар'єру.

## Синопсис
У 2008 році під час репетиції благодійного вечора актор Хоакін Фенікс, якого знімав Кейсі Аффлек, повідомляє людям, що залишає акторську кар'єру заради кар'єри репера. Протягом наступного року Фенікс пише реп, репетирує і виступає перед публікою. Він звертається до Шона Комбза в надії, що той спродюсує альбом. Ми спостерігаємо за гедоністичним життям Фенікса: він курить, займається розпустою, обговорює філософію з Аффлеком і просторікує про знаменитостей.

## Акторський склад
Актори та музиканти зіграли вигадані версії самих себе:
- Хоакін Фенікс
- Кейсі Аффлек
- Шон Комбз
- Мос Деф
- Бен Стиллер
- Едвард Джеймс Олмос
- Джеймі Фокс
- Біллі Крістал
- Джек Ніколсон
- Денні Девіто
- Брюс Вілліс
- Робін Райт
- Г'ю Ґрант
- Наталі Портман
- Шон Пенн

## Виробництво
За словами Фенікса, ідея фільму виникла через його здивування, що багато людей вірять заявам реаліті-шоу про те, що вони не мають сценарію. Стверджуючи, що відходить від акторської діяльності, він разом з Кейсі Аффлеком планували зняти фільм, який би "досліджував знаменитостей, а також стосунки між засобами масової інформації, споживачами та самими знаменитостями" через їхній фільм.

## Випуск
Прем'єра фільму відбулася на 67-му Венеціанському міжнародному кінофестивалі 6 вересня 2010 року. Фільм вийшов в обмежений прокат у Сполучених Штатах 10 вересня 2010 року, а через тиждень, 17 вересня, був розширений до широкого прокату.